# Berberis mentorensis
Berberis × mentorensis ist eine Pflanzenart aus der Gattung der Berberitzen (Berberis). Sie ist eine Hybride aus der Thunberg-Berberitze (Berberis thunbergii) und Julianes Berberitze (Berberis julianae). Berberis × mentorensis ist als Zuchtform entstanden und wird selten als Zierstrauch verwendet, sie bildet undurchdringliche Hecken. Berberis × mentorensis ist frosthart und erträgt auch heiße und trockene Sommer.
Der sommergrüne (laubabwerfende) aufrechte Strauch erreicht Wuchshöhen von bis zu 2 Meter. Die braunen Zweige des Strauchs sind kahl und stark gefurcht bis kantig, dichtstehend und haben lange Dornen. Die Laubblätter sind verkehrt-eiförmig, bis 4,5 Zentimeter lang und sind teils ganzrandig, teils jederseits mit drei Stachelzähnen besetzt. Im Herbst nehmen sie teilweise eine scharlachrote Farbe an. Die hellgelben Blüten erscheinen im Mai und stehen einzeln oder zu zweit. Die Früchte sind ellipsoid und trübrot.